# Phyllichthys
Phyllichthys är ett släkte av fiskar. Phyllichthys ingår i familjen tungefiskar.
Kladogram enligt Catalogue of Life:
| Phyllichthys | \| \| Phyllichthys punctatus \| \| \| \| \| \| Phyllichthys sclerolepis \| \| \| \| \| \| Phyllichthys sejunctus \| \| \| \| |
|              | \| \| Phyllichthys punctatus \| \| \| \| \| \| Phyllichthys sclerolepis \| \| \| \| \| \| Phyllichthys sejunctus \| \| \| \| |
|              | Phyllichthys punctatus |
|              | |
|              | Phyllichthys sclerolepis |
|              | |
|              | Phyllichthys sejunctus |
|              | |